# Bundesstraße 412
Die Bundesstraße 412 (Abkürzung: B 412) liegt in Rheinland-Pfalz. Sie führt von Brohl-Lützing am Rhein über Kempenich bis Herresbach-Döttingen in der Nähe des Nürburgrings. Zwischen Niederzissen und Wehr wurde sie durch die A 61 ersetzt.
Bei Döttingen mündet sie in die B 258, die am Brünnchen und am Pflanzgarten direkt an der Nordschleife vorbei führt. Damit ist die
B 412 ein wichtiger Zubringer von der A 61 zum Nürburgring.